# انتیی (موزل)
آنتیی (به فرانسوی: Antilly) یک کمون در فرانسه است که در canton of Vigy واقع شده‌است. آنتیی ۴٫۷۴ کیلومتر مربع مساحت دارد ۲۵۰ متر بالاتر از سطح دریا واقع شده‌است.